# Charles Antony Richard Hoare
Sir Charles Antony Richard Hoare (Tony Hoare hay C.A.R. Hoare, sinh ngày 11 tháng 1 năm 1934) là một nhà khoa học máy tính người Anh, có lẽ nổi tiếng nhất vì đã phát triển giải thuật Quicksort (hay Hoaresort), một trong những giải thuật sắp xếp được sử dụng nhiều nhất thế giới, vào năm 1960. Ông cũng phát triển luận lý Hoare để kiểm tra tính đúng đắn của chương trình, và ngôn ngữ hình thức CSP (Communicating Sequential Processes) được dùng để xác định sự giao tiếp giữa các tiến trình đồng thời (trong đó có Bài toán bữa ăn tối của các triết gia) và là người truyền cảm hứng cho ngôn ngữ lập trình Occam.

## Tiểu sử
Ông sinh tại Colombo (Tích Lan, ngày nay là Sri Lanka) trong một gia đình người Anh. Ông nhận được Bằng cử nhân ngành Cổ điển của Đại học Oxford (Trường Merton) vào năm 1956. Ông tiếp tục ở lại thêm một năm tại trường Oxford để học ngành thống kê cấp độ cử nhân, và đi nghĩa vụ quân sự tại Hải quân Hoàng gia (1956–1958). Ông bắt đầu học nói tiếng Nga khi đang theo học biên dịch máy tính từ ngôn ngữ con người tại Đại học quốc gia Moskva ở Liên Xô, trong Trường Kolmogorov.
Vào năm 1960, ông rời Liên Xô và bắt đầu làm việc tại công ty trách nhiệm hữu hạn Elliott Brothers, một công ty sản xuất máy tính nhỏ, nơi ông đã hiện thực ALGOL 60 và bắt đầu phát triển các giải thuật một cách nghiêm túc. Ông trở thành Giáo sư ngành Khoa học máy tính tại Đại học của Nữ hoàng tại Belfast vào năm 1968, và vào năm 1977 quay trở lại Oxford với cương vị Giáo sư ngành Tính toán, dẫn đầu Nhóm nghiên cứu lập trình tại Phòng thí nghiệm tính toán Đại học Oxford, sau khi Christopher Strachey qua đời. Hiện ông là Giáo sư danh dự tại đó, và cũng là một chuyên viên nghiên cứu cao cấp tại Nhóm nghiên cứu Microsoft ở Cambridge, Anh.
Ông cũng là người đã nói một câu nói nổi tiếng, "Chúng ta nên quên những hiệu suất nhỏ đi, tức đi là 97% thời gian chạy: tối ưu hóa nửa vời chính là cái gốc của mọi sai lầm." Vào thời điểm đó, câu nói này bị lầm tưởng là của Donald Knuth, người đã khiến cho nó trở nên phổ biến.

## Giải thưởng
- Ông đã nhận Giải Turing năm 1980 vì "những đóng góp cơ bản của ông cho định nghĩa và thiết kế ngôn ngữ lập trình". Giải thưởng được trao cho ông tại Hội nghị thường niên của ACM tại Nashville, Tennessee, vào ngày 27 tháng 10 năm 1980, bởi Walter Carlson, Chủ tịch hội đồng giải thưởng. Bản sao bài phát biểu của Hoare được đăng tại Communications of the ACM.[1]
- Giải tưởng niệm Harry H. Goode vào năm 1981
- Vào ngày 18 tháng 12 năm 1987, ông được trao tặng Tiến sĩ Khoa học Danh sự của Đại học của Nữ hoàng tại Belfast.
- Vào năm 2000 ông được phong hiệp sĩ vì những đóng góp cho giáo dục và khoa học máy tính.
- Vào năm 2000 ông được tặng Giải Kyoto cho Khoa học Thông tin.
- Vào ngày 13 tháng 10 năm 2006, Bảo tàng lịch sử máy tính tại Mountain View, California đã bổ nhiệm ông làm Hội viên của Bảo ràng "vì sự phát triển giải thuật Quicksort và vì những đóng góp cả đời cho lý thuyết ngôn ngữ lập trình".
- Ông đã nhận Tiến sĩ Khoa học danh dự từ Khoa Công nghệ thông tin của Đại học Kinh tế và Kinh doanh Athens vào ngày 24 tháng 9 năm 2007 tại Athens, Hy Lạp.

## Sách đã viết
- O.-J. Dahl, E. W. Dijkstra and C. A. R. Hoare (1972). Structured Programming. Academic Press. ISBN 0-12-200550-3.
- C. A. R. Hoare (1985). Communicating Sequential Processes. (available online at http://www.usingcsp.com/ in PDF format). Prentice Hall International Series in Computer Science. ISBN 0-13-153271-5 hardback or ISBN 0-13-153289-8 paperback. {{Chú thích sách}}: Liên kết ngoài trong |others= (trợ giúp)
- C. A. R. Hoare and M. J. C. Gordon (1992). Mechanised Reasoning and Hardware Design. Prentice Hall International Series in Computer Science. ISBN 0-13-572405-8.
- C. A. R. Hoare and He Jifeng (1998). Unifying Theories of Programming. Prentice Hall International Series in Computer Science. ISBN 0-13-458761-8.